# ロドリゴ・ブラーニャ
ロドリゴ・ブラーニャ（Rodrigo Braña, 1979年3月7日 - ）は、アルゼンチン・ブエノスアイレス州出身の元サッカー選手。現役時代のポジションはミッドフィールダー。

## 経歴

### クラブ
1997年からキルメスACでプロキャリアをスタートさせ、1998年、スペインのRCDマヨルカにレンタル移籍した。2004年にエストゥディアンテス・デ・ラ・プラタに移籍した。2013年、9年ぶりにキルメスに復帰。2016年6月15日、エストゥディアンテスに2度目の加入となった。

### 代表
2009年、U-20アルゼンチンU-20代表としてベネズエラで行われた南米ユース選手権に出場した。2011年4月20日のエクアドル戦でアルゼンチンA代表デビュー。同年5月25日のパラグアイとの親善試合で代表初得点を挙げた。

## タイトル
エストゥディアンテス
- プリメーラ・ディビシオン：2006-07A, 2010-11A
- コパ・リベルタドーレス：2009